# Vladislav Frolov
Vladislav Jur'evič Frolov (in russo Владислав Юрьевич Фролов?; Tambov, 24 luglio 1980) è un velocista russo, specializzato nei 400 metri piani.

## Palmarès
| Anno | Manifestazione  | Sede       | Evento      | Risultato | Prestazione | Note                                     |
| ---- | --------------- | ---------- | ----------- | --------- | ----------- | ---------------------------------------- |
| 2006 | Europei         | Göteborg   | 400 m piani | Argento   | 45"09       | Miglior prestazione personale            |
| 2007 | Europei indoor  | Birmingham | 4×400 m     | Argento   | 3'08"10     |                                          |
| 2007 | Mondiali        | Osaka      | 400 m piani | Batteria  | 45"69       |                                          |
| 2007 | Mondiali        | Osaka      | 4×400 m     | 5º        | 3'01"62     |                                          |
| 2008 | Mondiali indoor | Valencia   | 4×400 m     | 6º        | 3'15"38     |                                          |
| 2008 | Giochi olimpici | Pechino    | 4×400 m     | dq        | dq          |                                          |
| 2012 | Mondiali indoor | Istanbul   | 4×400 m     | 4º        | 3'07"35     | Miglior prestazione personale stagionale |